# Przedział (matematyka)

Prosta, półprosta i odcinek – jednowymiarowe figury geometryczne odpowiadające niektórym rodzajom przedziałów liczbowych

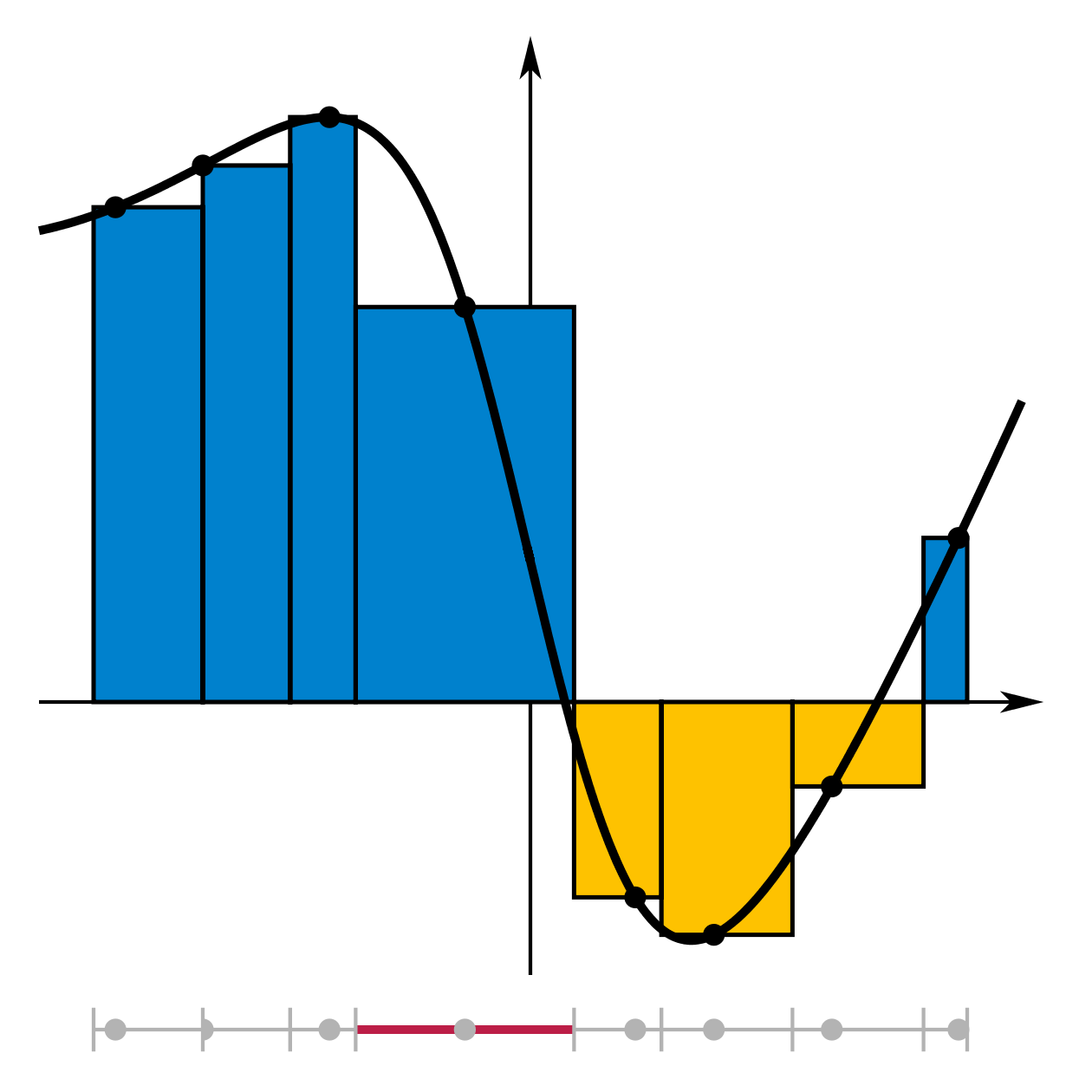
Całkę Riemanna definiuje się przez podział dziedziny funkcji na przedziały.

Przedział – typ podzbioru w zbiorze częściowo uporządkowanym, zdefiniowany odpowiednimi nierównościami; elementy przedziału są zawarte między dwoma ustalonymi elementami, nazywanymi początkiem i końcem przedziału. Podstawowe przykłady to przedziały liczbowe – podzbiory liczb rzeczywistych wyposażonych w standardowy porządek: {\displaystyle (\mathbb {R} ,\leqslant ).}
Wyróżnia się różne typy przedziałów:
- ograniczone lub nie[2];
- otwarte, domknięte lub otwarte jednostronnie, zwane też jednostronnie domkniętymi[1], półotwartymi lub półdomkniętymi[potrzebny przypis].

Niektóre przedziały liczbowe można utożsamiać z podstawowymi, jednowymiarowymi figurami geometrycznymi:
- zbiór wszystkich liczb rzeczywistych to prosta;
- przedziały nieograniczone domknięte (jednostronnie) to półproste;
- przedziały ograniczone domknięte (obustronnie) to odcinki.

Przedziały, zwłaszcza te liczbowe, są używane w różnych działach matematyki i innych naukach, co opisano dalej.

## Definicje formalne
Niech {\displaystyle (X,\leqslant )} będzie zbiorem częściowo uporządkowanym i niech {\displaystyle x,y\in X} oraz {\displaystyle x\leqslant y.}
Przedziałem wyznaczonym przez {\displaystyle x,y} jest jeden z następujących zbiorów:
- {\displaystyle (x,y):=\{z\in X:x<z<y\}} – przedział (obustronnie) otwarty,
- {\displaystyle [x,y):=\{z\in X:x\leqslant z<y\}} –  przedział lewostronnie domknięty (prawostronnie otwarty),
- {\displaystyle [x,y]:=\{z\in X:x\leqslant z\leqslant y\}} – przedział (obustronnie) domknięty,
- {\displaystyle (x,y]:=\{z\in X:x<z\leqslant y\}} – przedział prawostronnie domknięty (lewostronnie otwarty).

Ponadto
- {\displaystyle (-\infty ,y):=\{z\in X:z<y\}} – przedział lewostronnie nieograniczony, prawostronnie otwarty,
- {\displaystyle (-\infty ,y]:=\{z\in X:z\leqslant y\}} – przedział lewostronnie nieograniczony, prawostronnie domknięty,
- {\displaystyle (x,+\infty ):=\{z\in X:x<z\}} –  przedział prawostronnie nieograniczony, lewostronnie otwarty,
- {\displaystyle [x,+\infty ):=\{z\in X:x\leqslant z\}} – przedział prawostronnie nieograniczony, lewostronnie domknięty.

Jeśli w zbiorze uporządkowanym {\displaystyle (X,\leqslant )} istnieje element największy, to definicja przedziału prawostronnie nieograniczonego jest zbędna; jeśli istnieje element najmniejszy, to definicja przedziału lewostronnie nieograniczonego jest zbędna.
Dla pełności należy dodać jeszcze następujące dwie definicje:
- {\displaystyle (\infty ,\infty ):=\{z\in X\}=X} – przedział obustronnie nieograniczony, czyli cały zbiór {\displaystyle (X,\leqslant ).}
- {\displaystyle \varnothing } – przedział pusty, czyli przedział niezawierający żadnego elementu; takim przedziałem są np. {\displaystyle (x,x),\;(x,x],\;[x,x).}

### Oznaczenia
Niektórzy autorzy używają oznaczeń {\displaystyle (x,y)_{X},} {\displaystyle [x,y]_{X}} itp. dla podkreślenia, że rozpatrywane są przedziały w danym porządku.
Często zamiast {\displaystyle [x,y]} stosuje się oznaczenie {\displaystyle \langle x,y\rangle } i analogicznie dla przedziałów jednostronnie domkniętych. Należy jednak zwrócić uwagę, że zarówno {\displaystyle (x,y),} jak i {\displaystyle \langle x,y\rangle } do oznaczenia przedziałów mogą być pomylone z podobnymi notacjami używanymi do oznaczenia par uporządkowanych.
Norma międzynarodowa ISO31-11 przewiduje zamiast oznaczeń {\displaystyle (x,y],[x,y),(x,y)} dla przedziałów lewo- i prawo- lub obustronnie otwartych stosowanie następujących oznaczeń {\displaystyle ]x,y],\ [x,y[,\ ]x,y[.}
Stosowanie średnika lub przecinka wynika z zastosowanej konwencji dla separatora dziesiętnego.

## Przykłady
- Przedziały liczbowe:
  - {\displaystyle (0,1)} – zbiór wszystkich dodatnich liczb rzeczywistych mniejszych niż {\displaystyle 1,}
  - {\displaystyle [2,e)} – zbiór liczb rzeczywistych większych lub równych {\displaystyle 2,} ale mniejszych niż {\displaystyle e,}
  - przedział nieskończony {\displaystyle (\pi ,\infty )} złożony z wszystkich liczb większych niż {\displaystyle \pi ,}
  - {\displaystyle (0,0),\ (7,7],\ [2,2)} – przedziały puste,
  - {\displaystyle [4,4]} – przedział jednopunktowy {\displaystyle \{4\}.}

- Przedziały zależą od porządków, w których są rozważane: {\displaystyle (-5,5)_{\mathbb {Z} }} jest zbiorem skończonym (jest to {\displaystyle \{-4,-3,-2,-1,0,1,2,3,4\}}), ale {\displaystyle (-5,5)_{\mathbb {Q} }} jest zbiorem nieskończonym (jest to zbiór wszystkich liczb wymiernych większych od –5 a mniejszych niż 5). Zwyczajowo, przedział {\displaystyle (a,b]} pomiędzy liczbami rzeczywistymi {\displaystyle a,b\in \mathbb {R} } oznacza przedzial w liczbach rzeczywistych, tzn. {\displaystyle (a,b]_{\mathbb {R} },} podobnie dla innych przedziałów.

- Rozważmy płaszczyznę {\displaystyle \mathbb {R} ^{2}} z porządkiem częściowym zdefiniowanym przez {\displaystyle \langle x_{1},y_{1}\rangle <\langle x_{2},y_{2}\rangle \iff x_{1}\leqslant x_{2}} i {\displaystyle y_{1}\leqslant y_{2},} gdzie relacja {\displaystyle \leqslant } jest naturalnym porządkiem na prostej {\displaystyle \mathbb {R} .} Wówczas przedział domknięty {\displaystyle {\big [}\langle 0,0\rangle ,\langle 1,1\rangle {\big ]}_{\mathbb {R} ^{2}}} jest domkniętym kwadratem o wierzchołkach w {\displaystyle \langle 0,0\rangle ,\langle 0,1\rangle ,\langle 1,0\rangle ,\langle 1,1\rangle ,} tzn. zbiorem {\displaystyle \left\{\langle x,y\rangle \in \mathbb {R} ^{2}:0\leqslant x\leqslant 1\ \land \ 0\leqslant y\leqslant 1\right\}.}

## Własności

Suma mnogościowa dwóch przedziałów może nie być przedziałem.

Suma mnogościowa dwóch przedziałów może również być przedziałem; warunkiem wystarczającym na to jest, by miały niepusty przekrój. Nie jest to jednak warunek konieczny – przedziały liczb nieujemnych oraz ujemnych są rozłączne, jednak ich suma mnogościowa – cała oś rzeczywista – jest przedziałem.

Przekrój (przecięcie) dwóch przedziałów zawsze jest przedziałem. Innymi słowy zbiór wszystkich przedziałów liczbowych z działaniem przekroju tworzy monoid, gdzie elementem neutralnym jest cała oś rzeczywista. Ten typ monoidów – gdzie każdy element jest idempotentny – zalicza się do pasów.

Wprawdzie definicja przedziału jest poprawna dla dowolnego porządku częściowego, to jednak w praktyce matematycznej przedziały najczęściej rozpatruje się w porządkach liniowych.
Niech {\displaystyle (X,\leqslant )} będzie porządkiem liniowym.
- Część wspólna dwóch przedziałów jest przedziałem.
- Dopełnienie przedziału jest albo przedziałem, albo sumą dwóch przedziałów.
- Suma dwóch przedziałów o niepustej części wspólnej jest przedziałem.
- Otwarte przedziały w {\displaystyle X} tworzą bazę pewnej topologii na {\displaystyle X} – ta topologia nazywana jest topologią przedziałową na {\displaystyle X} albo topologią porządkową na {\displaystyle X}.
- Topologia porządkowa na zbiorze liczb rzeczywistych jest naturalną topologią na {\displaystyle \mathbb {R} .} Bazę tej topologii tworzą przedziały otwarte o końcach wymiernych.

Każdy przedział liczbowy otwarty jest jednocześnie zbiorem otwartym w sensie topologii; podobnie przedziały domknięte należą do zbiorów domkniętych. Zbiór pusty oraz cała oś rzeczywista można zaliczyć do przedziałów otwartych lub półotwartych i są one zbiorami zbiorami otwarto-domkniętymi. Inne przedziały półotwarte nie są ani zbiorami otwartymi, ani domkniętymi. Przedziały liczbowe są tym samym, co zbiory spójne na osi rzeczywistej.

## Charakteryzacje przedziałów w zbiorze liczb rzeczywistych
W przypadku, gdy rozważamy zbiór liczb rzeczywistych {\displaystyle \mathbb {R} } ze standardowym porządkiem {\displaystyle \leq }, dla dowolnego zbioru {\displaystyle I\subseteq \mathbb {R} } następujące warunki są równoważne:
1. {\displaystyle I}  jest przedziałem,
2. dla wszystkich {\displaystyle x,y\in I} zachodzi {\displaystyle [x,y]\subseteq I},
3. dla wszystkich {\displaystyle x,y\in I} oraz dowolnego {\displaystyle t\in [0,1]} zachodzi {\displaystyle tx+(t-1)y\in I}.

W powyższym, przez przedział rozumiemy również przedział pusty, oraz cały zbiór {\displaystyle \mathbb {R} }.
Zakładając, że {\displaystyle I} jest przedziałem, punkt 2. mówi nam, że odcinek zawarty między dowolnymi dwoma punktami naszego przedziału również jest przedziałem. Natomiast, intuicja za punktem 3., bierze się z zauważenia, że przedział jest tym samym, co (potencjalnie nieskończona) suma odcinków w przestrzeni wektorowej {\displaystyle \mathbb {R} } nad {\displaystyle \mathbb {R} }.

## Rola

### Matematyka
- Za pomocą przedziałów i działania sumy zbiorów można opisać zbiory rozwiązań przynajmniej części równań i nierówności liczbowych, a także dziedziny często używanych funkcji zmiennej rzeczywistej, np. tych elementarnych[potrzebny przypis];
- badanie przebiegu zmienności funkcji polega m.in. na wskazaniu przedziałów o określonym znaku wartości oraz o określonej monotoniczności i wypukłości lub wklęsłości;
- za pomocą przedziałów można zdefiniować pewne pojęcia analizy matematycznej jak własność Darboux czy całka Riemanna;
- przedziały są też jednym z fundamentów topologii; dostarczają podstawowych przykładów różnych typów zbiorów wyróżnianych przez tę naukę – otwartych, domkniętych, otwarto-domkniętych, spójnych, obszarów i continuów;
- zbiory przedziałów tworzą różne struktury algebraiczne, przykładowo z działaniem przekroju zbiorów, a w przypadku przedziałów liczbowych – z dodawaniem Minkowskiego i iloczynem kompleksowym;
- pojęcie przedziału pojawia się też w definicji prawdopodobieństwa jako miary o wartościach w przedziale jednostkowym;
- analiza numeryczna celuje m.in. w znajdowanie przedziałów, w których znajdują się rozwiązania pewnych równań liczbowych;
- przedziały liczb wymiernych pojawiają się też w jednej z definicji konstrukcyjnych liczb rzeczywistych – przez przekroje Dedekinda;

Za pomocą przedziałów liczbowych i iloczynu kartezjańskiego można zdefiniować prostokąt, prostopadłościan i ich uogólnienia zwane przedziałami wielowymiarowymi. W topologii rozważa się też ich odpowiedniki oparte na nieskończonych iloczynach kartezjańskich, znane jako kostki Tichonowa. Inne odpowiedniki przedziałów w wyższych wymiarach to koła i kule – te ostatnie definiuje się w dowolnych przestrzeniach metrycznych.

### Inne nauki
Nauki empiryczne jak fizyka, astronomia i geodezja posługują się przedziałami liczbowymi, ponieważ to one – a nie pojedyncze liczby – są wynikami pomiarów, zawsze ograniczonych niepewnością.